# Bruddesta fiskeläge

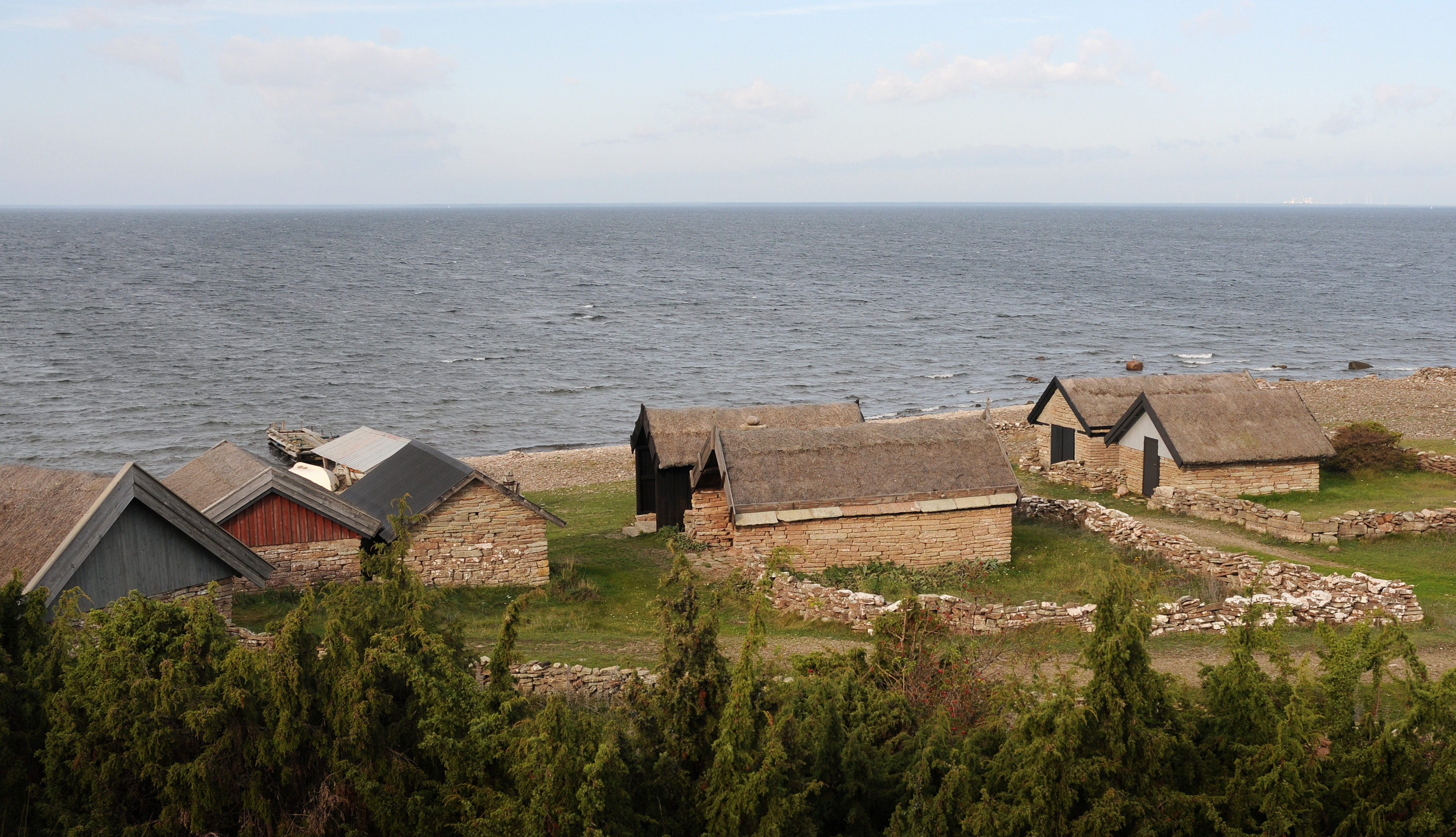
Bruddesta fiskeläge med garnhagar för att torka näten.

Bruddesta fiskeläge är en tidigare fiskehamn, troligen en byfiskeplats från början av 1800-talet, belägen utmed Stenkusten strax norr om Äleklinta på  Öland. 
I fiskeläget finns nio små sjöbodar uppförda av öländsk kalksten och taken täckta av vass. Bakom bodarna ligger stenmursomgärdade garnhagar med torkställningar för näten. 
Mellan husen och vattnet står de gamla gångspelen för att dra upp båtarna kvar, och här ligger den gamla pålpråmen.
Bruddesta fiskeläge byggnadsminnesförklarades 1985.

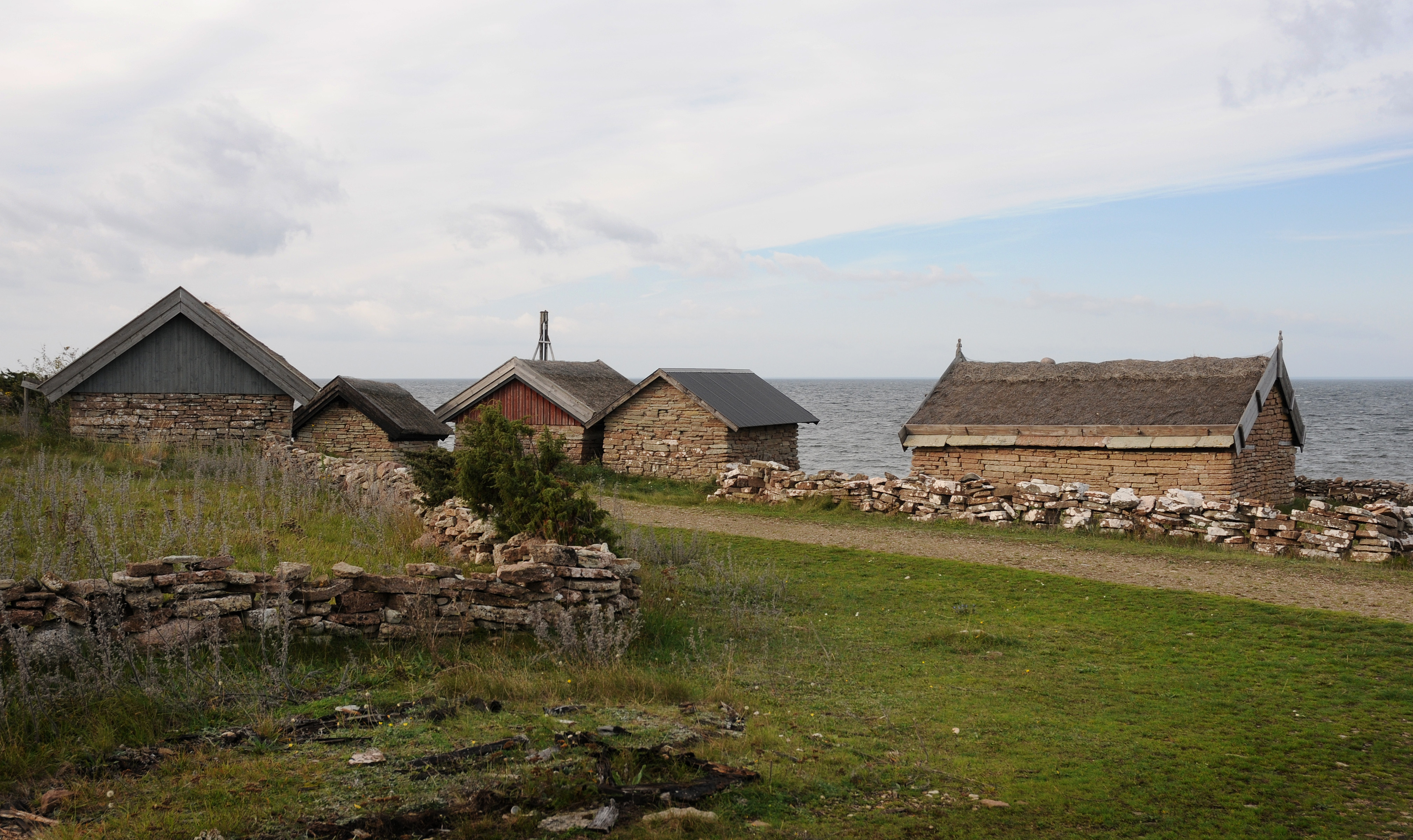
Bodarna är uppförda av öländsk kalksten...
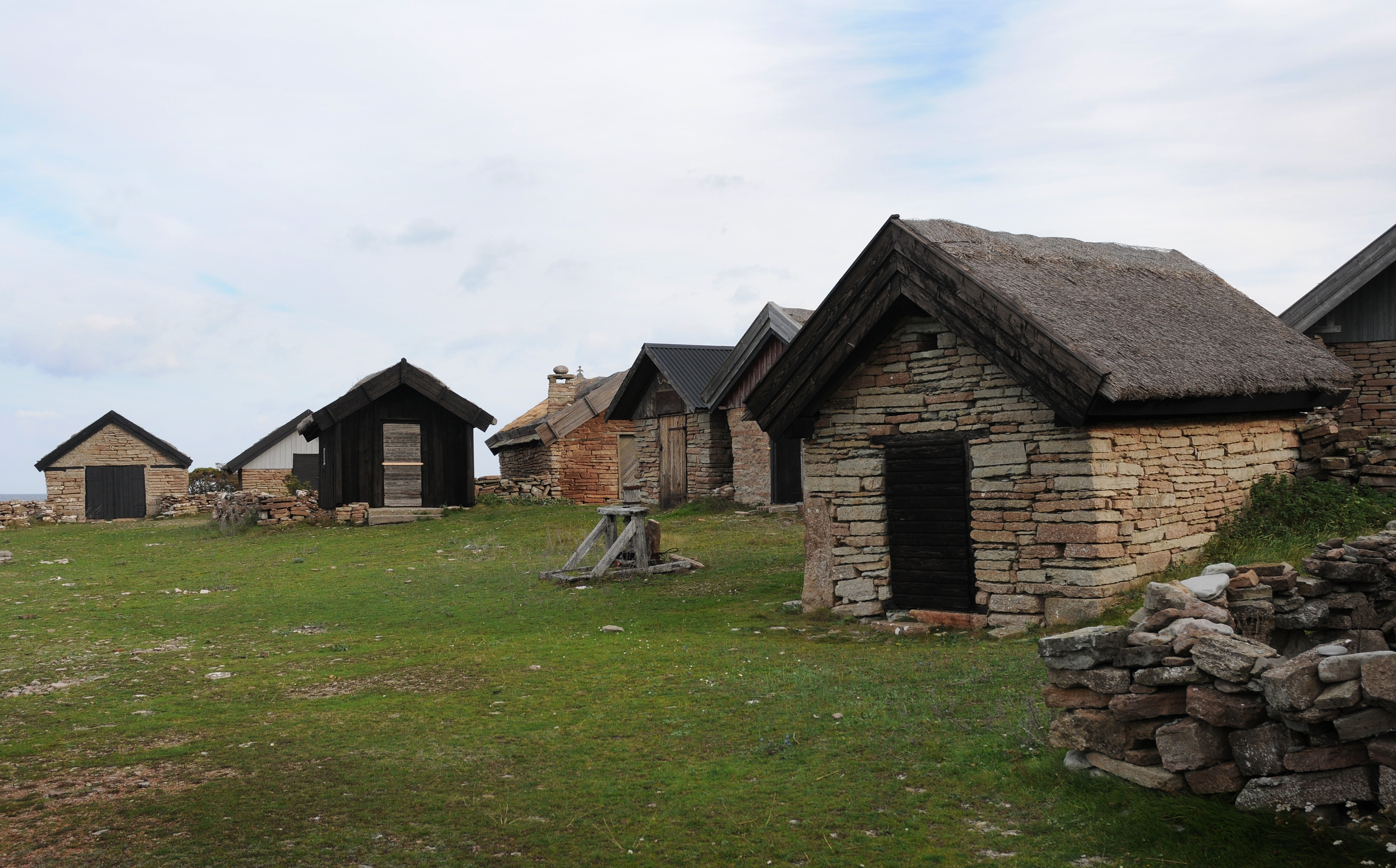
...och taken täckta av vass.
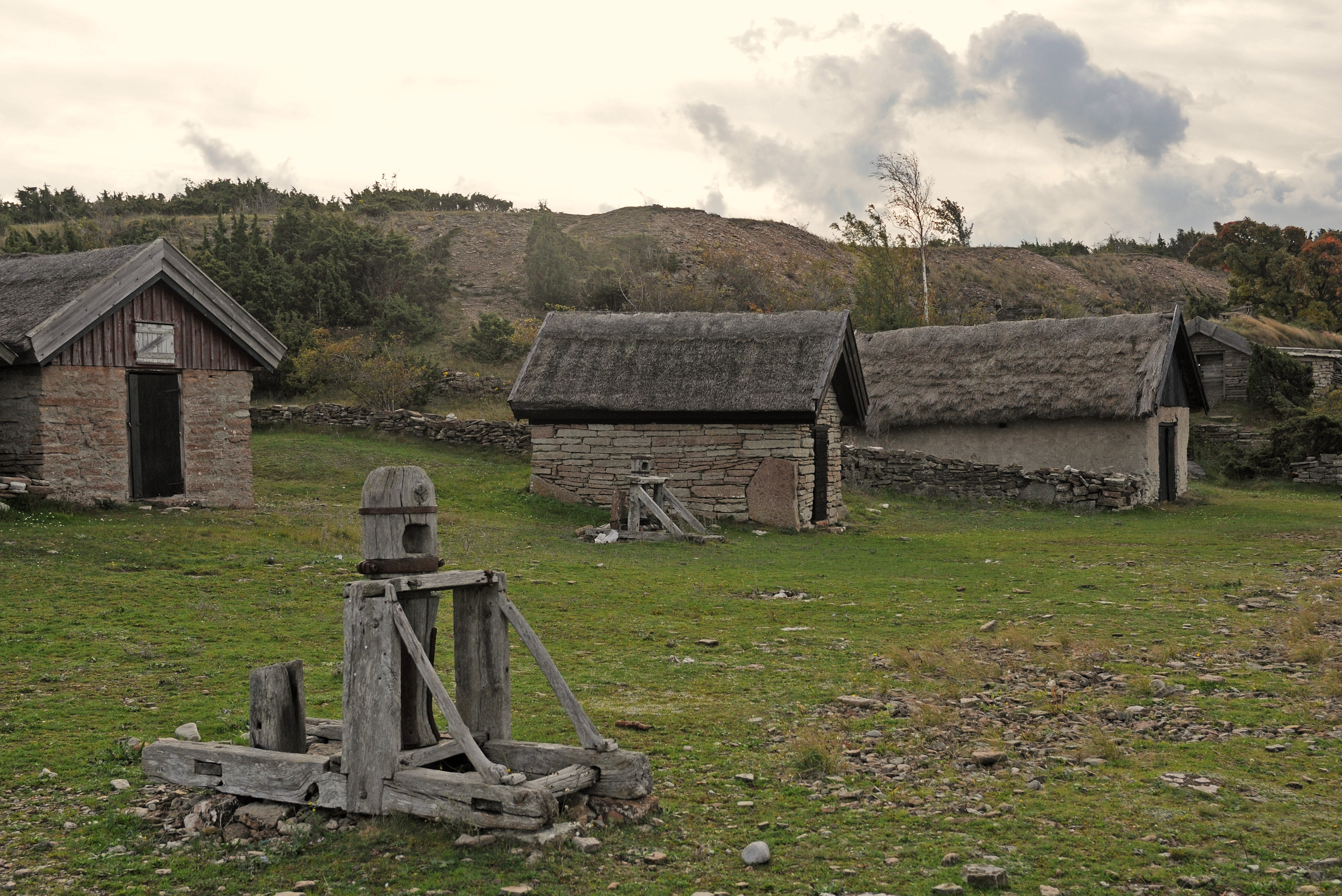
Gångspel för att dra upp båtarna.

## Källa
- Riksantikvarieämbetet